# Khunag Azhdars relief

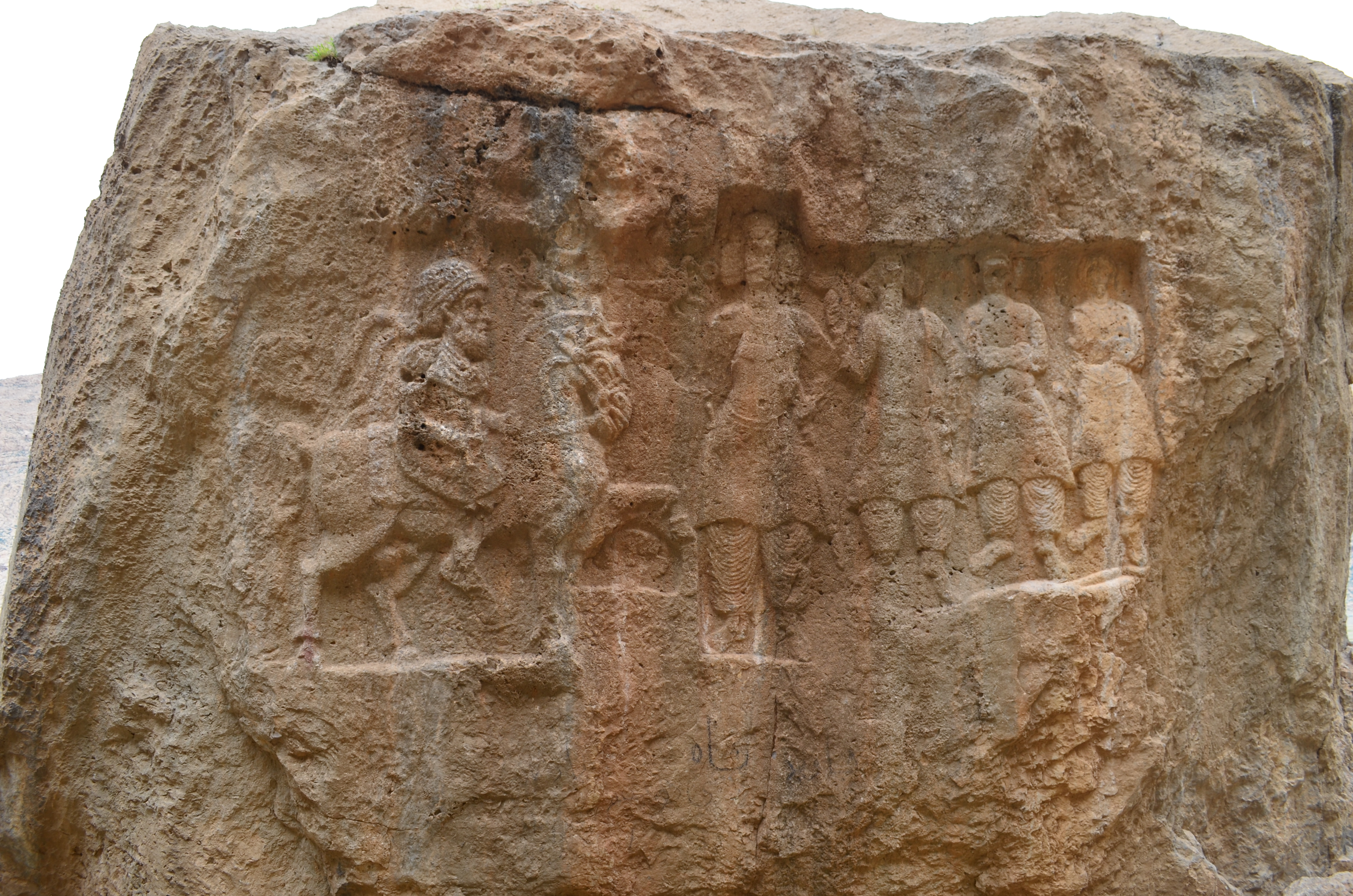
Khunag Azhdars stenristningar.

Khunag Azhdars relief (persiska: سنگ‌نگاره خونگ اژدر) ligger nära staden Izeh i provinsen Khuzestan, Iran. Det finns två reliefer på denna plats, en tillhör den elamitiska tiden och den andra till parternas tid.

## Bilder

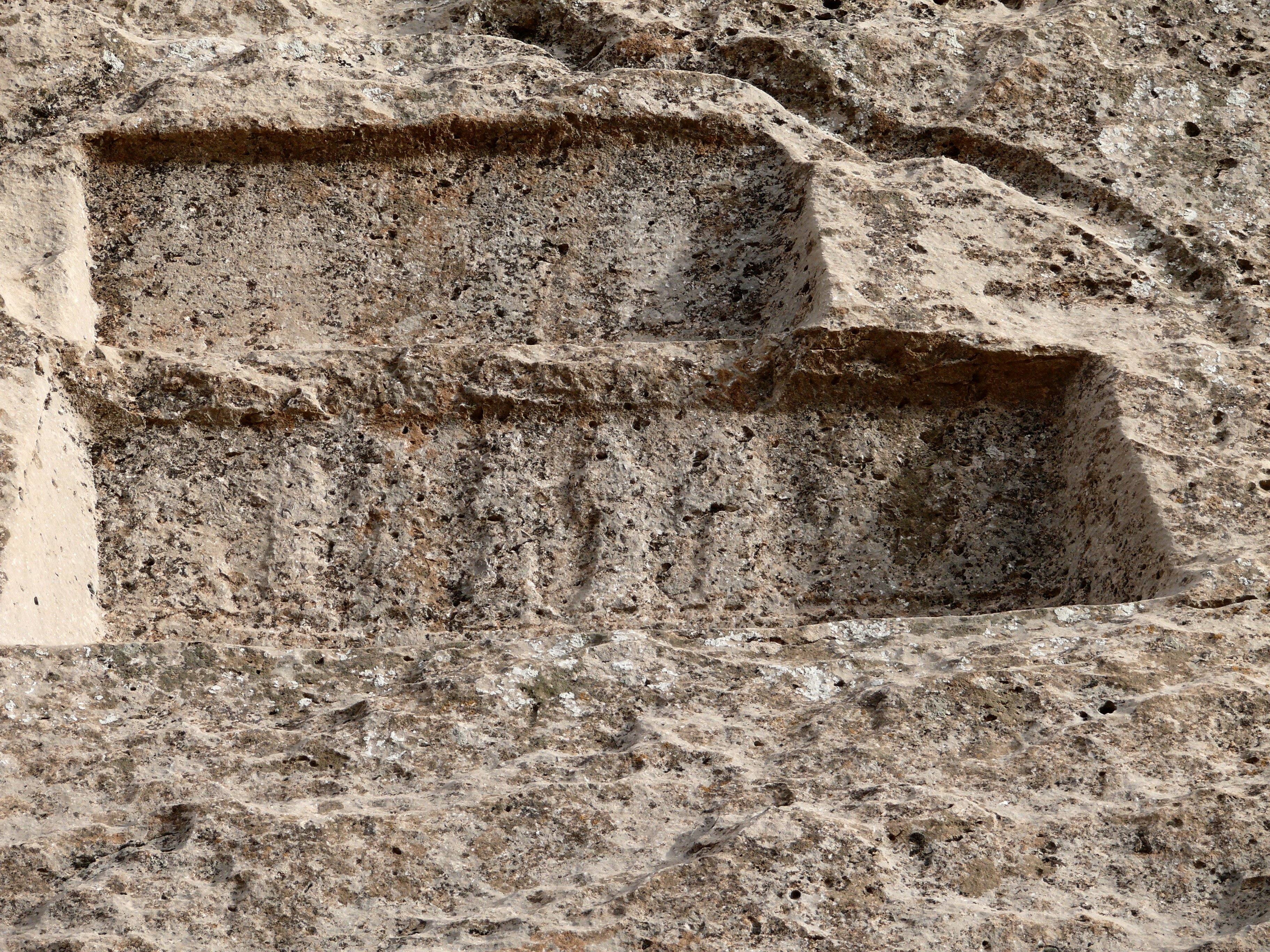
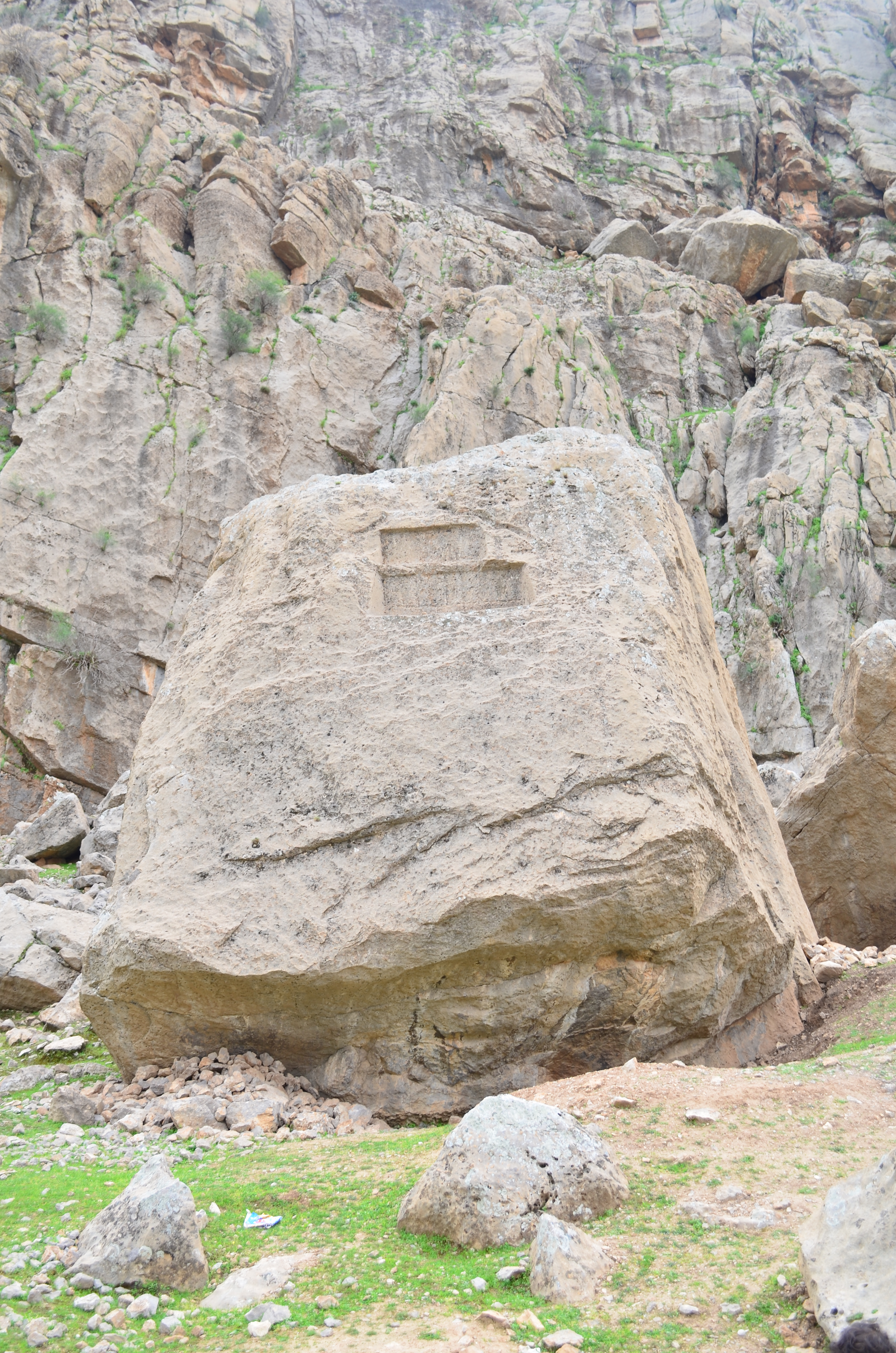
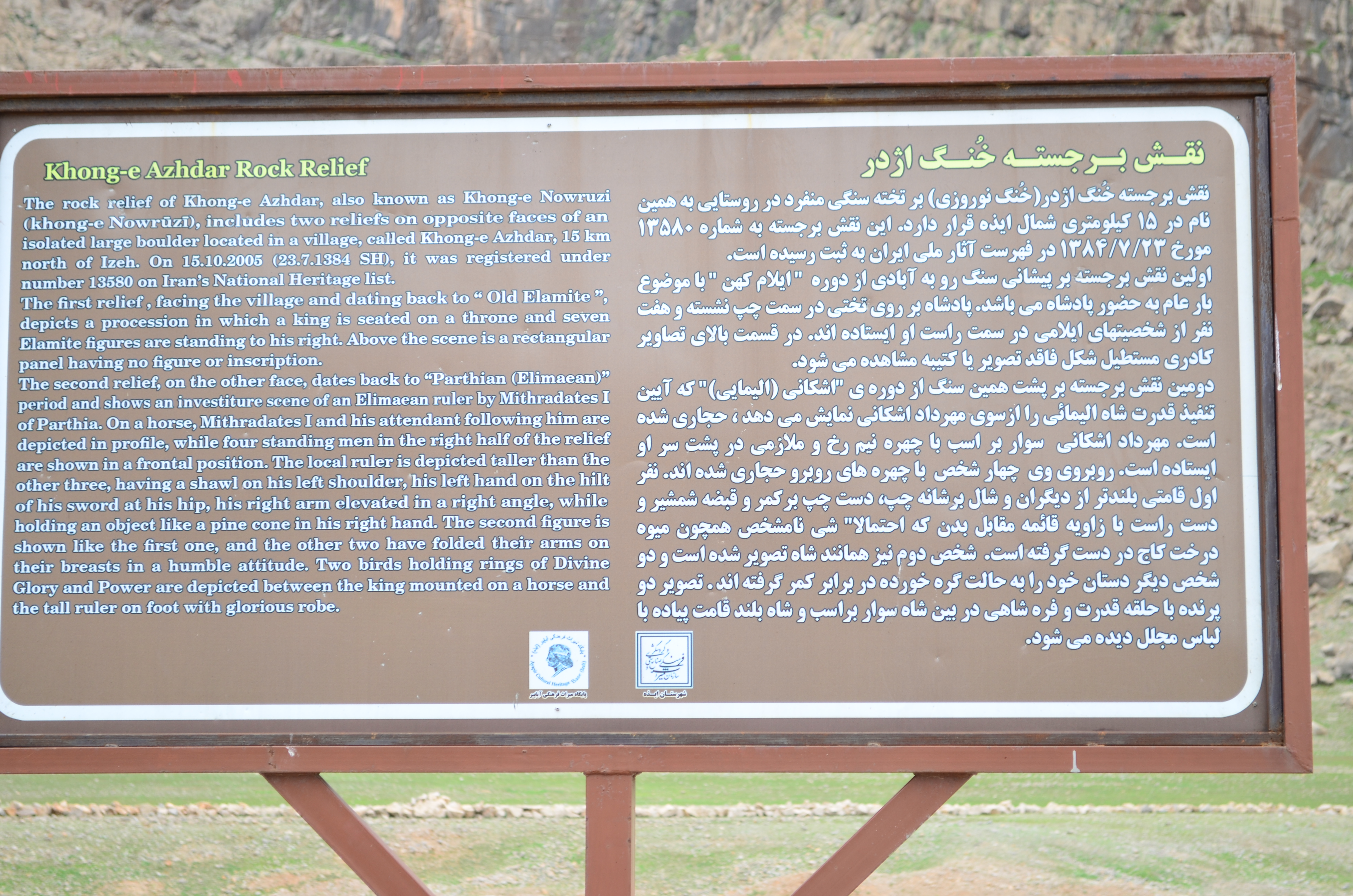